# SE-20
La SE-20 est une rocade autoroutière urbaine qui entoure le nord de l'agglomération de Séville en desservant les différentes zones au nord de la ville.
D'une longueur de 10 km environ, elle relie tout le nord de l'agglomération d'est en ouest de l'Aéroport de Séville à l'île de La Cartuja.

Elle permet de desservir toutes les communes du nord, le Stade olympique de Séville, les zones industrielles jusqu'à l'aéroport et de relier directement le périphérique SE-30 à l'autoroute A-4 (Madrid - Séville) au nord-est de la ville.
Elle possède deux voies dans chaque direction. Ses échangeurs sont des giratoires.

## Tracé
- Elle débute au nord-ouest de l'agglomération où elle se détache de la SE-30 à hauteur de La Cartuja
- Elle contourne la ville par le nord où elle croise la A-8009 (pénétrante nord).
- Elle se connecte ensuite à l'A-4 tout près de l'aéroport.

## Référence
- Nomenclature